# Visão noturna

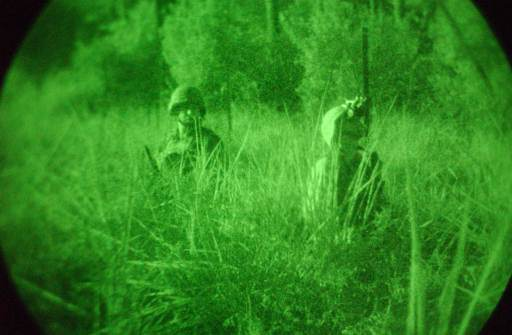
Dois soldados americanos fotografados durante a Guerra do Iraque em 2003 vistos através de um intensificador de imagem

Visão noturna é a capacidade de ver em condições de pouca luz, naturalmente com visão escotópica ou através de um dispositivo de visão noturna. A visão noturna requer tanto um alcance espectral suficiente quanto um alcance de intensidade suficiente. Os seres humanos têm uma visão noturna ruim em comparação com muitos animais, como gatos, em parte porque o olho humano não possui um tapetum lucidum, tecido atrás da retina que reflete a luz de volta através da retina, aumentando assim a luz disponível para os fotorreceptores.

## Tipos de alcances

### Faixa espectral

O espectro eletromagnético, com a porção visível destacada

Técnicas de alcance espectral úteis à noite podem detectar radiação que é invisível para um observador humano. A visão humana está confinada a uma pequena porção do espectro eletromagnético chamada luz visível. O alcance espectral aprimorado permite que o espectador tire proveito de fontes não visíveis de radiação eletromagnética (como radiação infravermelha ou ultravioleta). Alguns animais, como o tamarutacas e trutas, podem ver usando muito mais do espectro infravermelho e/ou ultravioleta do que os humanos.

### Alcance de intensidade
Alcance de intensidade suficiente é simplesmente a capacidade de ver com quantidades muito pequenas de luz.
Muitos animais têm melhor visão noturna do que os humanos, resultado de uma ou mais diferenças na morfologia e anatomia de seus olhos. Estes incluem ter um globo ocular maior, uma lente maior, uma abertura óptica maior (as pupilas podem se expandir até o limite físico das pálpebras), mais bastonetes do que cones (ou bastonetes exclusivamente) na retina e um tapetum lucidum.
A faixa de intensidade aprimorada é alcançada por meios tecnológicos através do uso de um intensificador de imagem, CCD de multiplicação de ganho ou outras matrizes de fotodetectores de muito baixo ruído e alta sensibilidade.

### Patentes
- US D248860 - Night vision Pocketscope
- US 4707595 - Invisible light beam projector and night vision system
- US 4991183 - Target illuminators and systems employing same
- US 6075644 - Panoramic night vision goggles
- Patente E.U.A. 7 173 237
- US 6158879 - Infra-red reflector and illumination system